# فانيتشي
فانيتشي (بالإنجليزية: Vanići)‏ هي منطقة سكنية تقع في كرواتيا في مقاطعة سيساك-موسلافينا.[بحاجة لمصدر]